# Вюїтбеф
Вюїтбеф (фр. Vuitebœuf) — громада в Швейцарії в кантоні Во, округ Юра-Нор-Водуа.

## Географія
Громада розташована на відстані близько 70 км на захід від Берна, 32 км на північ від Лозанни.
Вюїтбеф має площу 5,1 км², з яких на 8,4 % дозволяється будівництво (житлове та будівництво доріг), 48,1 % використовуються в сільськогосподарських цілях, 43,2 % зайнято лісами, 0,2 % не є продуктивними (річки, льодовики або гори).

## Демографія
2019 року в громаді мешкало 578 осіб (+20,9 % порівняно з 2010 роком), іноземців було 17,6 %. Густота населення становила 114 осіб/км².
За віковим діапазоном населення розподілялося таким чином: 23 % — особи молодші 20 років, 65,9 % — особи у віці 20—64 років, 11,1 % — особи у віці 65 років та старші. Було 238 помешкань (у середньому 2,4 особи в помешканні).
Із загальної кількості 211 працюючого 22 було зайнятих в первинному секторі, 42 — в обробній промисловості, 147 — в галузі послуг.